# نيكيتا دينيسوف
نيكيتا دينيسوف (بالروسية: Никита Олегович Денисов)‏ هو لاعب كرة قدم روسي في مركز الدفاع، ولد في 7 أبريل 1986. لعب مع لوكوموتيف موسكو ونادي روستوف.

## وصلات خارجية
- نيكيتا دينيسوف على موقع قاعدة بيانات كرة القدم.إي يو (الإنجليزية)
- نيكيتا دينيسوف على موقع Soccerway.com (الإنجليزية)